# Nyctonympha annulipes
Nyctonympha annulipes là một loài bọ cánh cứng trong họ Cerambycidae.